# Cathédrale du Saint-Nom-de-Jésus de Fianarantsoa
La cathédrale du Saint-Nom-de-Jésus de Fianarantsoa est une cathédrale catholique située à Fianarantsoa, sur les hautes terres de Madagascar. Elle se trouve sur la rue du Rova, dans la vieille ville, et est le siège de l'archidiocèse de Fianarantsoa.

## Architecture

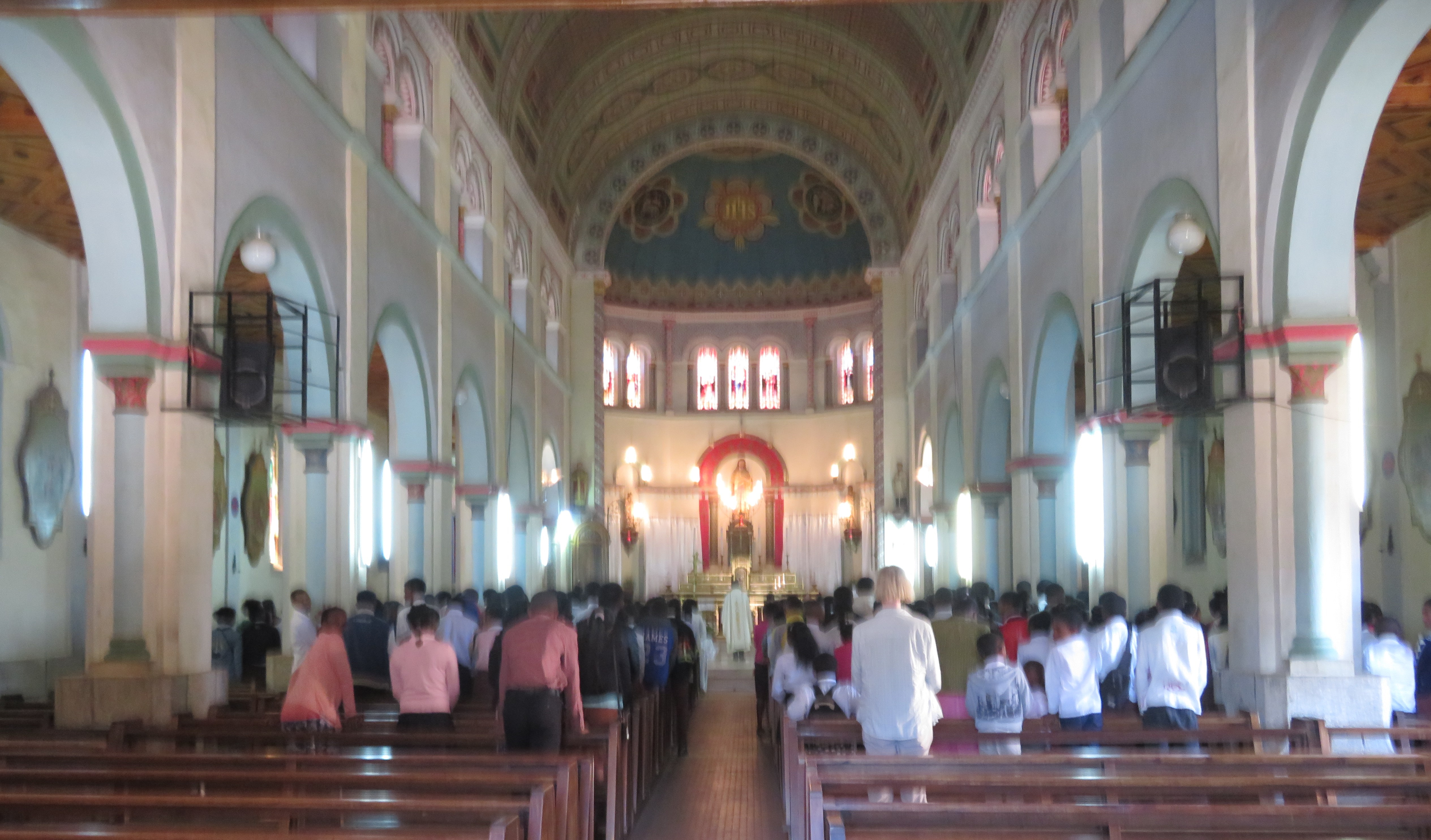
L'intérieur de la cathédrale